# Bureau de normalisation de l'industrie du béton
Le Bureau de Normalisation de l’Industrie du Béton (BNIB) est, depuis 1990, agréé en tant que bureau de normalisation sectoriel par le ministère chargé de l’industrie pour mener à bien les travaux normatifs dans son champ de compétence. Il a pour mission, par délégation d'AFNOR (Association Française de NORmalisation), d'élaborer les normes françaises et de contribuer à l'élaboration des normes européennes et internationales dans son secteur d'intervention.

## Champ de compétence
Son champ de compétence est clairement défini : la normalisation des produits industriels en béton pour la construction de bâtiments, d'ouvrages de génie civil, pour du mobilier urbain d’ambiance et de propreté et pour celui des jardins.

## Sources
- Nouvel agrément 2014 du BNIB